# Комаричева, Светлана Александровна
Светлана Александровна Комаричева ―  российская артистка, певица, Народная артистка Российской Федерации (2005), солистка Уральского русского народного хора (Свердловская область). 

## Биография
Родилась 10 января 1948 года в городе Луцк, Волынская область, Украинская ССР. 
В детстве любила слушать пластинки с записями Хора имени Пятницкого и Уральского русского народного хора. В 1963 году поступила на школьное отделение педагогического училища в городе Челябинск. Здесь была замечена педагогом по вокалу Николаем Гусевым, который и развил диапазон артистки, научил пользоваться дыханием. В 1976 году  окончила Ленинградскую высшую профсоюзную школу культуры по специальности «Организатор-методист культмассовой работы».
После вуза начала работать на Челябинском трубопрокатном заводе, где активно принимала участие в заводской самодеятельности. В 1986 году, на одном из концертов самодеятельности, Комаричеву С.А. заметил руководитель Уральского  народного хора Владимир Иванович Горячих, который пригласил её переехать в Свердловск (ныне Екатеринбург). При горячей поддержке её семьи Светлана согласилась на переезд и круто изменила жизнь. 
В свой новый коллектив, в Уральский хор она пришла сразу с наработанной программой, с большим количеством номеров и очень быстро стала ведущей солисткой хора. Её всегда отмечали не только за природный талант, но и за работоспособность. Многие композиторы, такие как Владимир Горячих, Валентин Лаптев, Евгений Щекалёв - вдохновлялись Светланой Комаричевой в создании песенных шедевров. Певица стала постоянной участницей  концертов православной музыки, проводимых Екатеринбургской епархией, официальных правительственных мероприятий, торжественных событий. В 2002 году Комаричева была удостоена звания «Дочь города – дочь России» за неоценимый вклад в социальное, экономическое и культурное развитие города Екатеринбург. 
После принятия решения об открытии в уральской столице «Площади звёзд», которые бы увековечивали уральских музыкальных артистов, прославивших эту землю, звезда Светланы Комаричевой стала первой «женской». Таким образом земляки оценили талант и самоотдачу артистки.  
За годы работы в Уральском государственном академическом русском народном хоре в репертуар вошли сотни песен разных жанров, наиболее характерные из них, такие как: «Вы комарики, мои» - шуточная, «Очаровательные глазки» - романс, обработка П. Реснянского, «Я вечор молода» - плясовая М. Кукушкина, "Течёт Волга" - музыка М. Фрадкина, слова Л. Ошанина и др. За годы творческой деятельности посетила тысячи городов в составе коллектива и с сольными выступлениями по всей России, республиках СССР и за рубежом (Франция, Чехословакия, Китай и др.). Её уникальный и неповторимый по красоте голос завораживает и восхищает слушателей с первых секунд. Недаром о ней говорят – «голос Урала». Её искренность исполнения и дар притягивают тысячи поклонников по всей России. Талантом певицы вдохновлялись  и вдохновляются многие уральские композиторы и поэты, создавая множество произведений для её репертуара: ««Колокола» (музыка Е. Щекалёва, слова А. Дармастука), «Ах ты, песня русская» - (музыка Н. Сиротина, слова А. Кердана), «Мой город Екатеринбург» (музыка В. Горячих, слова Д. Зориной), «Пироги с черёмухой» (музыка Ю. Воронищева, слова А. Кердана), "Возращение" (музыка и слова Ю. Воронищева) и др.  

## Награды и звания
- Народная артистка Российской Федерации (26 мая 2005 года) — за большие заслуги в области музыкального искусства[2].
- Заслуженная артистка Российской Федерации (22 мая 1993 года) — за заслуги в области музыкального искусства[3].